# Australomimetus triangulosus
Australomimetus triangulosus là một loài nhện trong họ Mimetidae.
Loài này thuộc chi Australomimetus. Australomimetus triangulosus được miêu tả năm 1986 bởi Heimer.